# Джевецький Стефан Карлович
Джевецький Стефан Карлович (пол. Stefan Drzewiecki; 26 липня 1844, Кунка, Подільська губернія, Російська імперія — 23 квітня 1938, Париж, Франція) — польський інженер, конструктор, винахідник та теоретик проектування авіації та суднобудування.

## Життєпис

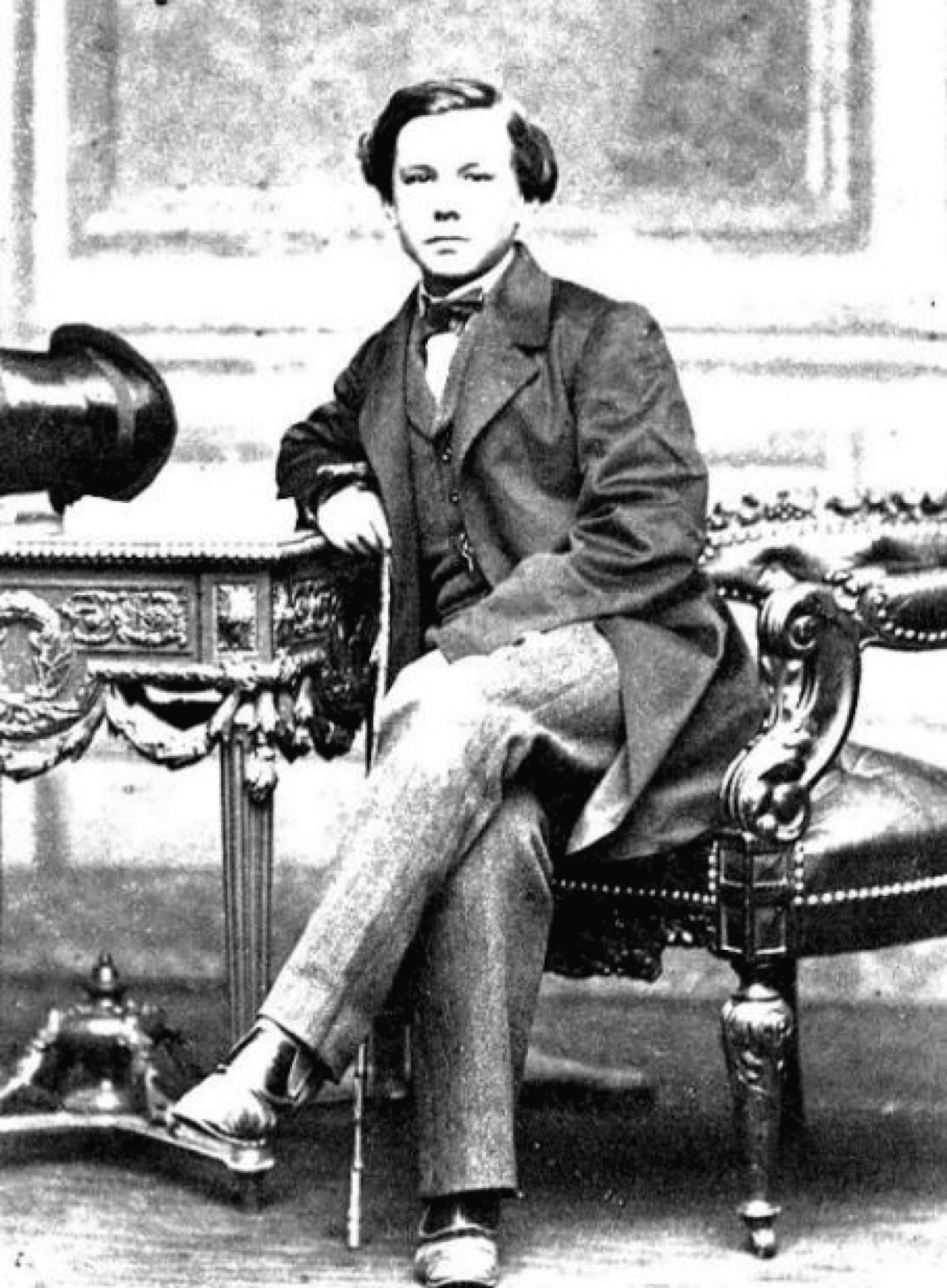
Стефан Джевецький в молодості

Народився 26 липня 1844 року у селі Кунка. З дитинства визначався здібностями до навчання, тому середню освіту здобув вдома. Пізніше здобув вищу освіту у Франції, в центральному інженерному училищі. Після стає винахідником ряду механізмів і винаходів. У 1863—1864 роках перебував в Україні. В 1867 році винайшов кілометровий лічильник для дрожок. Брав участь на Всесвітній виставці у Відні 1873 року, де він представив параболічний регулятор для парових машин і циркуль для креслення конусного розрізу, за які отримав перше визнання. Пізніше переїжджає на запрошення у Петербург, де стає дорадчим членом Технічного комітету і співпрацює у майстерні Браузера. У петербурзький період винаходить регулятор швидкості обертання вала парової машини. Захоплювався підводними човнами, на які він віддав 30 років свого життя.
Один із авторів сучасного авіаційного гвинта (пропелера). У 1875 році розробив теорію аеродинамічного польоту.

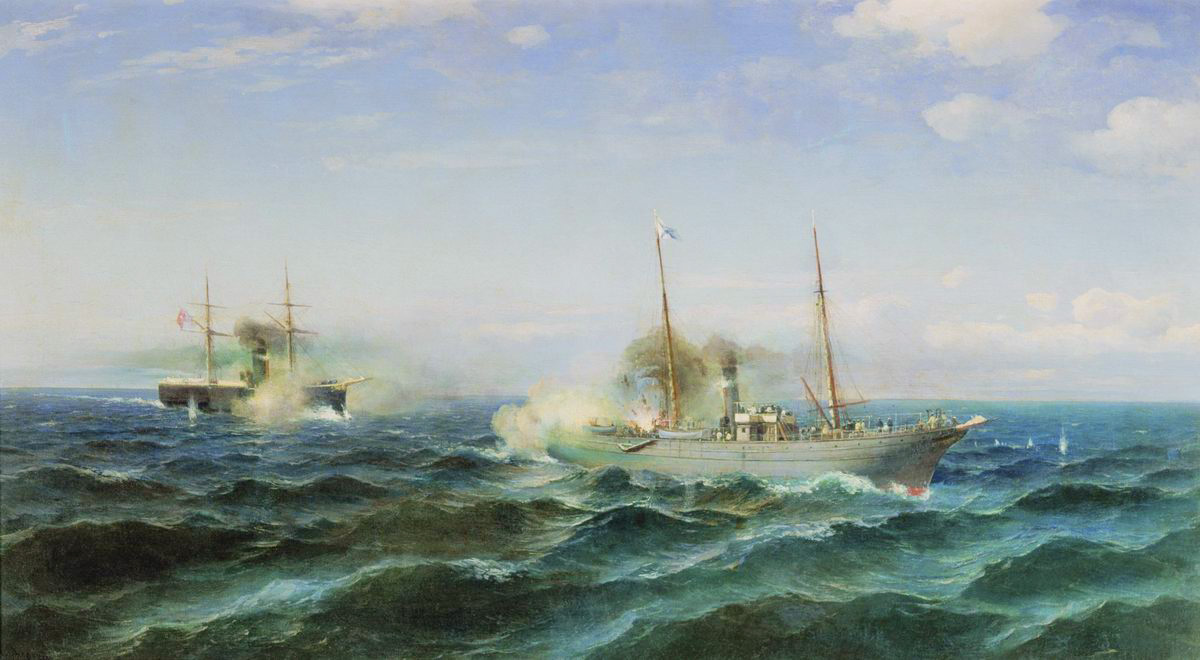
Р. Судковский. Бой парохода «Веста» с турецким броненосцем «Фетхи-Буленд» 11 июля 1877 г.

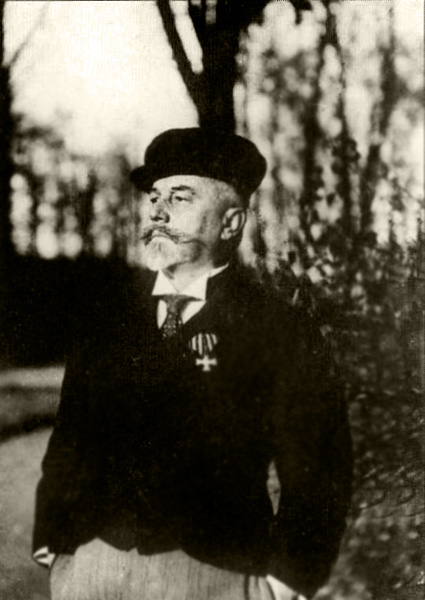
Стефан Джевецький з Георгієвським хрестом

У 1877 році почалася війна Росії з Туреччиною. Джевецький вступив волонтером на Чорноморський флот на військовий пароплав «Веста».
11 липня 1877 року під час крейсерства з «Вести» виявили в 35 милях від порту Кюстенджи (Констанца) турецький броненосець «Фатхі-Буленд», що мав значну перевагу в артилерії і швидкості. «Веста» броні не мала. У п'ятигодинному бою з броненосцем екіпаж «Вести» проявив високу стійкість і мужність, багато хто був поранений. Від потрапляння снарядів «Вести» броненосець отримав значні пошкодження, припинив бій і відійшов до берега. Подвиг «Вести» був прирівняний до подвигу брига «Меркурій» і практично вся команда «Вести» була відзначена нагородами. Всі матроси і, в тому числі, Джевецький були нагороджені солдатськими Георгіївськими хрестами.
В 1878 році в Одесі проводить випробування одноосібного, обладнаного перископом човна з гвинтовим двигуном, який проводився в рух ногами. Після випробування винаходом зацікавилось Військово-інженерне відомство, як засіб оборони приморських фортець. За розпорядженням Олександра ІІІ збудовано 15 човнів. Замість гребного гвинта Стефан Карлович пробував застосувати водяний, замість педалей — електродвигун, бензиновий двигун, парову машину. Один з перших його підводних велосипедів нині зберігають у Центральному військово-морському музеї Санкт-Петербурга, Росія.
У 1880 році Джевецький розробив конструкцію першого підводного човна з електричним двигуном. Паралельно працював над повітряними кораблями, розпочавши з дослідженням польотів птахів. В 1885 році переїхав мешкати до Франції. Співпрацює з Технічним комітетом. у 1897 році пропонує Морському відомству тип міноносця, який може захищатись від снарядів, та може зануритись так, що лишаються лише труби.
Пропонує проект підводного човна тоннажністю 120 тон з паровими двигунами. Цей проект розраховує 12 чоловік. Зокрема за цей проект Стефан Джевецький отримав міжнародну премію на Міжнародному конкурсі в Парижі у 1898 році.

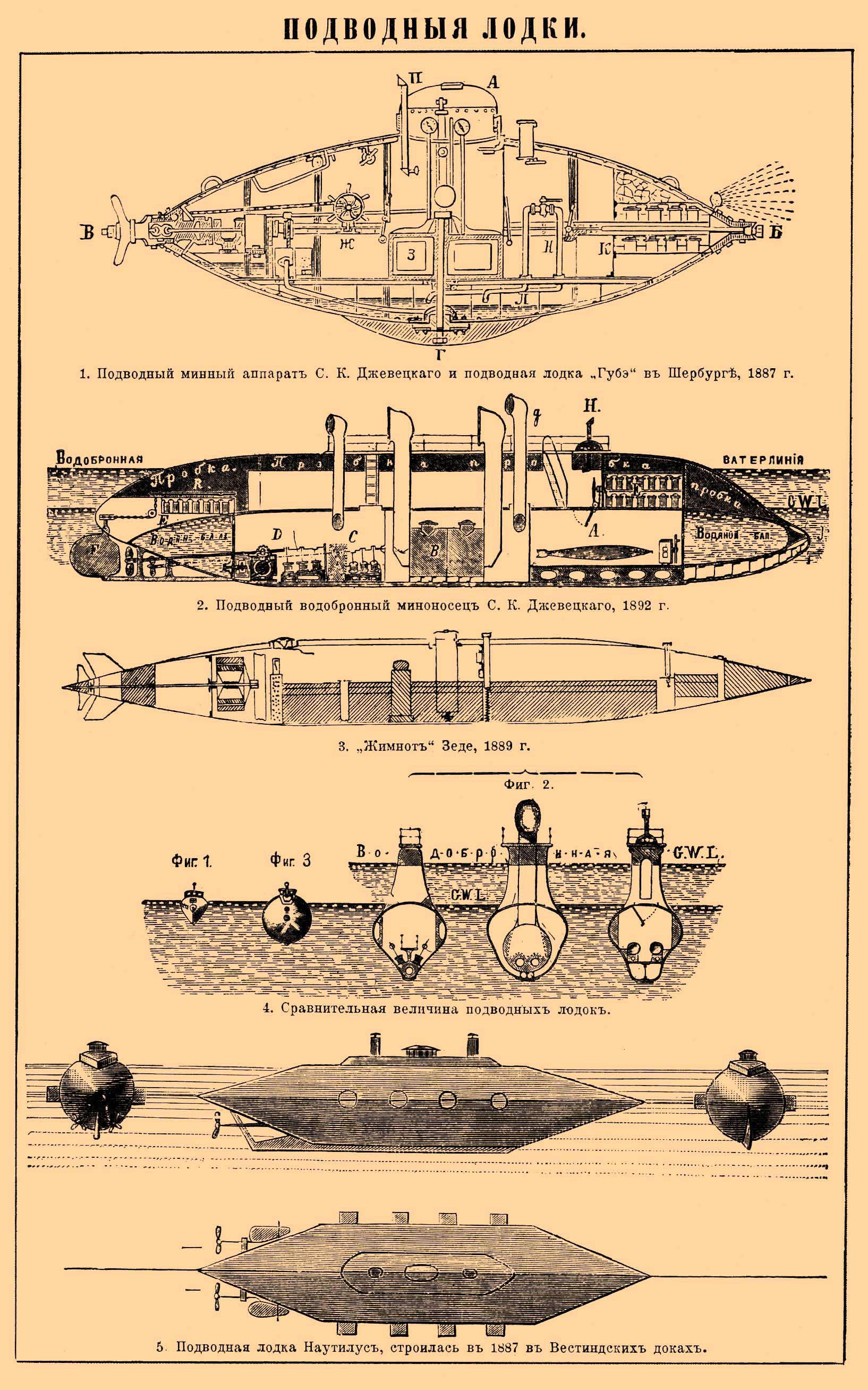
Підводні човни Стефана Джевецького

В 1907 році будується підводний човен «Почтовий» який має єдиний двигун для підводного й надводного ходу.
У 1907 році за проектом Джевецького був збудований підводний човен «Почтовий» з єдиним двигуном для підводного й надводного ходу.
У 1892 році представив Французькому товариству морського судноплавства дослідження з викладенням методу розрахунків, який дозволив визначити виміри складових частин корабельних гребних гвинтів. У висновках кожної зі своїх праць, більшість з яких використано в конструюванні літаків, звертав увагу на необхідність перевіряти результати розрахунків на практиці. Коли розпочався швидкий розвиток будівництва літаків, гвинти системи Стефана Джевецького виявились дуже вигідними й користувались попитом. До вивчення гвинта винахідник повертався неодноразово і опублікував цінну працю «Загальна теорія гвинта», відзначену Паризькою АН 1920 року. Стефан Джевецький написав також низку досліджень з теоретичних питань як авіації, так і різних галузей математичної фізики. У своїх дослідженнях розв'язав два основні на той час питання авіації, а саме: будови літака з мотором і конструкції гвинта.
Стефан Джевецький почесний учасник Авіаційної спілки студентів Львівської Політехніки
Помер Стефан Карлович 23 квітня 1938 року в Парижі. За кілька днів до смерті Стефана Джевецького в Паризькій АН оприлюднене його остання наукова робота.

## Вшанування
- В Одесі 2004 року під час 41-го Міжнародного конгресу підводників відкрито пам'ятник славетному винахіднику, споруджений коштом України, Франції, Польщі й Росії.
- В Гатчині встановлений пам'ятник підводному човну Стефана Джевецького.

## Вибрані роботи
- О сопротивлении воздуха в применении к полёту птиц и аэропланов. — 1887.
- Аэропланы в природе: опыт новой теории полёта. — 1887.
- Определение элементов гребных винтов. — 1892.
- Théorie générale de l'hélice. — 1920.